# Maximilian Grimmeiß
Maximilian Grimmeiß, nemški general, * 27. februar 1893, † 31. marec 1972.